# Алексеєнко Михайло Мартинович
Михайло Мартинович Алексєєнко (нар. 5 лютого 1847 — 18 лютого 1917) — український вчений. Ректор Харківського університету (1890—1899). Голова Казанської Учбової Округи.

## Біографія
Народився (5) 17 жовтня 1848 року у Катеринославі (тепер — Дніпро). Він здобув освіту в Харківському університеті, де після захисту магістерської дисертації почав викладати фінансове право. Деякий час продовжував навчання за кордоном (Німеччина, Австрія, Франція), де вивчав фінанси, кредит, а також методику викладання в університетах. Повернувшись з-за кордону, захистив докторську дисертацію. З 1890 по 1897 рік був ректором Харківського університету. Потім працював при міністерстві фінансів, був членом Державної Думи.
У травні 1899 року був присутнім при урочистому закладенні будівлі Харківської громадської бібліотеки.
Михайло Алексєєнко був одним з провідних спеціалістів в сфері державних фінансів, цікавився також земельним питанням, досліджував та аналізував праці провідних економістів того часу. Основними напрямками наукових досліджень є правове регулювання фінансового обігу, кредитування. Серед його наукових надбань такі праці, як: «Погляд на розвиток вчення про податок у економістів А. Сміта, Ж.-Б. Сея]], Рікардо, Сісмонді та Д.-С. Мілля», «Організація державного господарювання», «Державний кредит. Нарис наростання державного боргу в Англії та Франції» (1872), «Діюче законодавство про прямі податки» (1879), «Прибутковий податок і умови його застосування» (1885), «Загальна теорія перекладання податків», «Про подушну подать в Росії», «Організація державного господарювання»;, «Руське державне право» та інші.
Проте, незважаючи на значний внесок вченого до розвитку української економічної думки, про нього практично не згадують у підручниках з історії економічної думки. Багато згадок обмежуються лише біографічною довідкою. В деяких таких довідках навіть не згадується про те, що вчений був українцем.

## Наукові концепції вченого

### Концепція державних доходів
У своїй праці «Загальна теорія перекладання податків» Алексєєнко М. М. викладає свої погляди на державу, її функції при оподаткуванні, та процес перекладання податку. При дослідженні концепції вченого щодо державних доходів, варто звернути увагу на таке його твердження у вищезгаданій праці. На думку Алексєєнка М., завдання держави при оподаткуванні — відшукати індивідуальний дохід, котрий визнається джерелом податків та відповідно оподаткувати його. З іншого боку, у цій же праці, вчений стверджує, що держава отримує однією рукою, щоб віддати іншою. Витрати держави без сумніву вимагають певних жертв від її підданих, тому вони повинні бути спрямовані на підвищення продуктивності індивідуальних господарств, які платять податки. Алексєєнко М. тут наводить тезу ще одного економіста, Дж. Гоффманна про те, що кожен талер повинен залишатися в руках окремих осіб, або братися державою для використання там, де принесе найбільшу суспільну користь. Алексєєнко вважав, що підвищення продуктивності народного господарства збільшить доходи держави, а держава, в свою чергу, завдяки більшим доходам матиме можливість робити такі витрати, які сторицею винагороджуватимуть народне господарство. Тому потреби одиничних господарств мають визначати завдання держави.
Значна частина концепції державних доходів висвітлена у праці вченого «Організація державного господарювання». У ній вчений досліджує фінансову систему держави та виділяє дві її сторони — державні потреби та державні доходи.
Державні потреби є сукупністю засобів, потрібних державі для виконання своїх цілей. Такі потреби обумовлюються шириною державного завдання і, відповідно, розміром урядової діяльності. Урядова діяльність має бути спрямованою на організацію суспільного виробництва, надання правової форми процесу творення суспільних благ. Загальна формула для діяльності держави — втілення в життя колективних інтересів та потреб. Такі колективні потреби є динамічними та змінними, тому і держава з плинністю часу повинна перейматися різними завданнями. Вчений звертає увагу на те, що якщо говорити економічною мовою, це можна інтерпретувати як постійну зміну попиту на продукти діяльності держави. А оскільки попит завжди виражає якісь потреби людей, то значить держава є особливим господарським організмом (окремою галуззю виробництва), що виробляє специфічні продукти.
Таким чином держава, виробляючи специфічний товар (блага), має отримувати плату за його реалізацію. Ця плата є доходом держави і виражається значною мірою у податках. Тому вчений доходить до висновку, що податок як дохід держави є вартістю державних послуг.
М. Алексєєнко говорив також про проблему оцінки рівноваги між попитом та пропозицією на такому особливому ринку, як ринок державних послуг. Така оцінка неможлива без свободи обміну, обігу та рівності двох сторін, що обмінюються. Держава як виробник перебуває у винятковому положення, — зазначав вчений. Справа в тому, що вона є монополістом, надаючи свої послуги. Вона самостійно встановлює плату за свої послуги — величину податків — в міру свого авторитету. М. Алексєєнко зазначає, що витоки, які встановлюють вартість у приватному господарстві, не можуть бути використані для оцінки послуг, наданих державою. Тому в такому випадку необхідно знайти інші, особливо діючі витоки, які могли би дати пояснення елементам вартості таких послуг.

### Концепція оподаткування
Алексєєнко М. притримувався думки, що з одного боку податок є одним з елементів розподілу, частиною ціни, але з іншого боку встановлення, розподіл і використання податків є функцією держави.
На відміну від тогочасної панівної думки, діяльність держави вчений визначав як продуктивну. Проаналізувавши вчення Жан-Батіст Сей щодо його розуміння продуктивної праці, Алексєєнко зазначив, що оскільки будь-яке виробництво спрямоване на створення корисності, то і держава, створюючи своїми послугами корисність, веде продуктивну діяльність. Так вчений заперечив трактування податків як однозначного збитку для суспільства. Він притримувався думки, що податки є обов'язковим платежами суспільства за послуги уряду в культурному, правовому та господарському аспектах.
Як вже зазначалося в попередньому розділі, вчений визнавав індивідуальний дохід як джерело податків. На той час, коли він висував цю тезу, не було єдиної думки щодо джерела оподаткування: чи має оподатковуватися валовий дохід, чи чистий. Алексєєнко М. притримувався думки, що податок повинен нараховуватися на прибуток, а не на дохід.
Михайло Мартинович стверджував, що податки в своєму історичному розвитку змінюються від подушного й рівного до прибуткового й пропорційного, а згодом прогресивного. Вчений аргументував потрібність того, щоб податки відповідали доходам людини. На його думку, людина з її здібностями, статусом та становищем сама по собі є продуктом суспільної організації, що підтримується та охороняється державою.
М. Алексєєнко також у своїх працях робив спробу з'ясувати природу справедливості в оподаткуванні. Він стверджував, що «при формуванні податків люди прагнуть до „справедливості“, але „людська справедливість“ є відносною». Вчений також вказує на те, що в суспільстві, в якому існує поділ класів на привілейовані і непривілейовані, загальність оподаткування вважалася образливою для привілейованих; на противагу суспільству, в якому фундаментальною основою громадського життя є визнаною рівність перед законом, судом і податками, а загальність оподаткування є в такій мірі буденною справою, що навіть дивно про неї говорити як про питання. Як бачимо, у питанні про справедливість оподаткування вчений мав дуже прогресивні як на той час погляди. Насамперед М. Алексєєнко підтримував ідею загальної податкової повинності, стверджуючи, що кожен повинен платити податок, якщо в змозі це робити.
Вчений підтримував ідею помірного та рівномірного оподаткування. В тому значенні, що повинен існувати мінімум, який не підлягає оподаткуванню, — ті грошові кошти, які витрачаються на задоволення базових потреб людини. Під рівномірністю оподаткування розумілась потреба в прогресивності податку. Це було пов'язано з соціальними потребами в суспільстві, а також з розумінням того, що чим більшим є дохід, тим довільніше він використовується.
Окрему працю М. Алексєєнко присвятив питанню перекладання податків. Вчений стверджував, що вирішення питання про перекладання податків часом виглядає навіть меркантилізмом, бо головна увага звертається на рух грошових сум, котрі переходять із рук в руки з оплатою податків, і потім оголошується, що ніхто не несе податків, бо гроші залишаються цілими. Однак, вчений наголошує, що для кожного платника податок є тягарем, спричиняє жертовність. Саме через це, кожен платник податку намагається його скинути з себе, перекласти на плечі іншого — тоді і виникає процес перекладання податків, результатом якого є розподіл податкового тягаря між окремими членами суспільства.
Єдиний спосіб перекласти податок — включити його у ціну виробу. Однак при такому погляді на перекладання, воно є процесом безкінечним і виходить, що ніхто не платить податків, бо отримує додатково з ціни стільки, скільки втрачає при оплаті податків.
Тому вчений зазначає, що при вирішенні проблеми перекладання податків, центральним повинен бути аналіз тогочасної форми виробництва. А коли говорити про виробничий процес, то перш за все треба зважати на підприємців, котрі є центром виробництва та центральним пунктом розподілу народного доходу.
Розглядаючи діяльність підприємців у контексті перерозподілу доходів, вчений робить висновок, що народний дохід перерозподіляється шляхом боротьби підприємців та найманих працівників.
Таким чином, коли оподатковується прибуток, для підприємця існує два шляхи збереження своїх доходів на тому ж самому рівні. Перший шлях — підвищення цін, однак це спричиняє зниження попиту, тоді підприємцю потрібно знижувати пропозицію, а це пов'язано з різним рівнем можливості отримання капіталу з підприємств. Питання зводиться до того, що буде вигіднішим: мати неперекладений податок, чи терпіти збиток. Другий шлях пов'язаний з тим, щоб звернутися до «вартості праці», що є суттєвою статтею витрат підприємства. В такому випадку доводиться зменшувати реальну винагороду робітників.
Михайло Мартинович з цього робить висновок, що усякий новий податок неминуче супроводить загальне обтяження, яке посилюється внаслідок кількаразового перекладання тягаря. Звідси пояснюються переваги пропорційного дохідного оподаткування, яке не порушує рівноваги розподілу.

## Науковий доробок
- Взгляд на развитие учения о налоге у экономистов А. Смита, Ж-Б. Сея, Рикардо, Сисмонди и Д. С. Милля, 1870.
- Очерк нарастания государственного долга в Англии и Франции. — Харьков, 1872. (магістерська дисертація)
- Подоходный налог и условия его применения [Архівовано 29 травня 2018 у Wayback Machine.]
- Пятилетие бюджета в 3-ей Государственной Думе. — СПб., 1912.

## Нагороди
- орден Св. Анни II ст.;
- орден Св. Станіслава І та II ст.;
- орден Св. Володимира III ст.